# Pituffik
|  | Dublet Denne artikel handler om det samme som Uummannaq (Qaanaaq Kommune). (Diskutér artiklen) |

Pituffik (tidligere Dundas) er det gamle Thule i området Qaanaaq. Det var også det sted, hvor Knud Rasmussen og Peter Freuchen i 1909 grundlagde handelsstationen Thule. Bygden Qaanaaq opstod i 1953, da beboerne fra Gammel Thule (Uummannaq) blev tvangsflyttet. Den officielle begrundelse var, at amerikanerne skulle bruge området til antiluftskyts. 
Dundas' indbyggere boede i tørvehuse, som de var vant til. Om sommeren var de fleste på jagt og hjemmefra i flere måneder. Det gjorde flytningen besværlig, især fordi indbyggerne skulle flytte inden fire dage. Det viste sig derefter, at de træhuse i Qaanaaq, der skulle erstatte tørvehusene, alligevel ikke var færdige ved udgangen af sommeren.

## Thule-sagen i 1999 og 2003
I 1999 afgjorde Østre Landsret, at der var blevet begået uret mod fanger-befolkningen i området, da de blev flyttet i 1953. I forbindelse med retssagen i 1999 fik fangerne en fælleserstatning på 500.000 kroner samt 17.000 kroner til hver af de overlevende fangere. Thule-fangerne, med støtte fra det grønlandske hjemmestyre, anlagde dog en ny sag mod Danmark for at få deres fangstområde tilbage. Sagen blev afgjort ved Højesteret i 2003, hvor det blev fastslået, at der var tale om ekspropriation, da den amerikanske base blev anlagt på thule-boernes område. Afgørelsen fik fangerne til at indklage Danmark for brud på menneskerettighederne.